# Maulen Mamirov
Maulen Mamirov   (14 de desembre de 1970) és un lluitador kazakh, ja retirat, especialista en lluita lliure, guanyador d'una medalla olímpica.
El 1996 va prendre part en els Jocs Olímpics d'Estiu d'Atlanta, on guanyà la medalla de bronze en la competició del pes mosca del programa lluita lliure. Quatre anys més tard, als Jocs de Sydney, fou sisè en la competició del pes gall.
En el seu palmarès també destaca una medalla de bronze en el Campionat del Món de 1997, dues medalles en els Jocs Asiàtics, una d'or i una de bronze, una medalla d'or en els Campionats Asiàtics, dues medalles d'or en els Jocs de l'Àsia Oriental i una medalla d'or en els Jocs de l'Àsia Central.
Una vegada retirat ha ocupat diversos càrrecs directius relacionats amb la lluita.